# Bravães
Bravães är en portugisisk freguesia i Ponte da Barca, med en yta av 3,38 km² och 645 invånare (2001). Befolkningstätheten är: 190,8 inv/km².

## Byggnader
- Igreja de Bravães (kyrkan i Bravães är klassad som nationellt kulturarv, patrimonio, i Portugal)